# Paul Ehrenreich
Paul Ehrenreich, född 27 december 1855, död 4 april 1914, var en tysk etnolog.
Ehrenreich företog på 1880-talet tre forskningsresor i Brasilien och bereste senare också andra delar av Amerika och Asien. Resultat av hans färder var bland annat Beiträge zur Völkerkunde Brasiliens (1891) och Anthropologische Studien über die Urbewohner Brasiliens (1897). Stor betydelse har Ehrenreich haft som mytforskare med sina arbeten Mythen und Legenden der südamerikanischen Urvölker (1905) och Allgemeine Mythologie (1910).